# Spermophilus beecheyi
Spermophilus beecheyi е вид гризач от семейство Катерицови (Sciuridae). Възникнал е преди около 0,3 млн. години по времето на периода кватернер. Видът не е застрашен от изчезване.

## Разпространение и местообитание
Разпространен е в Мексико (Долна Калифорния) и САЩ (Вашингтон, Калифорния, Невада и Орегон).
Обитава градски местности, пустинни области, планини, възвишения, долини, ливади, пасища, храсталаци, крайбрежия и плажове в райони с умерен климат, при средна месечна температура около 10,4 градуса.

## Описание
Теглото им е около 597,8 g.
Продължителността им на живот е около 5 години. Популацията на вида е стабилна.